# Christian Léon
Christian Léon est un pilote moto français, né le 11 mai 1948 à Osny (Seine-et-Oise) et mort le 8 novembre 1980, des suites d'un accident lors d'essais privés sur la piste japonaise de Ryuyo (Iwata, Préfecture de Shizuoka), circuit d’essai de l’usine Suzuki. Il forme en endurance un duo de légende sur Honda avec Jean-Claude Chemarin de 1977 à 1980.

## Biographie

### Jeunesse et débuts
Christian Yves Léon, né dans une famille modeste de quatre enfants, est très vite attiré par la mécanique et entre comme apprenti dans un garage voisin de son domicile où il apprend son métier de mécanicien. Attiré par la moto, il achète une 125 Magnat-Debon, puis une 125 Jawa qu'il échange rapidement contre une 350 de la même marque. C'est avec cette machine qu'il débute en compétition en participant à la course de côte de Méru, mais un accident détruit sa Jawa et ruine ses espoirs.
En 1967 il achète une 305 Honda CB77 et termine 9e des coupes Eugène-Mauve, et 2e en 350 sport. À la suite d'une chute « en privé » il rachète une 450 Honda, avec laquelle il gagne sa première course de côte.
En 1969, pour le Bol d'Or qui renaît à Montlhéry, l'importateur d'Ossa, Marcel Seurat, lui propose un guidon. Associé à Ribbes il connaît plusieurs ennuis et abandonne. Seurat lui offre pour 1970 une place de pilote semi-officiel. Cette année-là il prend le départ de dix-sept courses, gagne cinq courses de côte et cinq courses sur circuit.
Dès lors, à l'exception de l'intermède de 1975 (6e à Spa-Francorchamps avec sa Yamaha 350 privée), il court désormais uniquement sur des machines qui lui sont confiées, enchaînant de très bons résultats.
Après sa mort accidentelle, une moto gravée dans le marbre du caveau familial rappelle son métier et sa passion. Christian Léon repose aux côtés de ses parents et de son fils Laurent, mort en 1999 dans un accident de voiture à l'âge de 20 ans. La municipalité d'Osny nomme en sa mémoire le stade municipal. Une exposition-hommage est organisée en 2012 au château de Grouchy et connaît un grand succès.

## Palmarès
(décembre 2013).

### Palmarès en Grand Prix de vitesse
1972
- Participation au Championnat du monde 500 cm3, sur Kawasaki[2]

1973
- 24e au Championnat du monde 500 cm3, sur Kawasaki
- 4e au GP de France, 500 cm3

1974
- 20e au championnat du monde 500 cm3, sur Kawasaki
- 13e au  GP de France, 500 cm3
- 9e au GP d'Italie, 500 cm3
- 8e au GP de Belgique, 500 cm3
- 7e au GP de Finlande, 500 cm3

1975
- 18e au championnat du monde 500 cm3, sur König puis Yamaha (9 points)
- 7e au GP d'Allemagne, 500 cm3
- 6e au GP de Belgique, 500 cm3

### Palmarès en endurance
1976
- 1er aux 1 000 km du Mugello (Italie) avec Jean-Claude Chemarin.
- 2e aux 24 heures de Montjuïc (Barcelone, Espagne) avec Jean-Claude Chemarin.
- 1er aux 24 Heures de Liège (Belgique) avec Jean-Claude Chemarin. Record de la distance soit 4 447 km (315 tours) à la moyenne de 185,325 km/h.
- 2e de la coupe d'Europe d'endurance, derrière Jean-Claude Chemarin.

1977
- 1er au Bol d'or (24 heures) au Mans avec Jean-Claude Chemarin[2].
- 2e aux 24 heures de Montjuïc (Barcelone, Espagne) avec Jean-Claude Chemarin.
- 2e aux 24 heures de Liège (Belgique) avec Jean-Claude Chemarin.
- 3e aux Thruxton 500 (500 miles) (Royaume-Uni) avec Jean-Claude Chemarin.
- 1er ex æquo de la coupe d'Europe d'endurance, titre partagé avec Jean-Claude Chemarin.

1978
- 1er aux 1 000 km de Misano (Italie) avec Jean-Claude Chemarin.
- 1er des 8 heures du Nürburgring (Allemagne) avec Jean-Claude Chemarin.
- 1er des 24 heures de Montjuïc (Barcelone, Espagne) avec Jean-Claude Chemarin.
- 1er du Bol d'or (24 heures) au Castellet (France) avec Jean-Claude Chemarin[2].
- 3e aux 1 000 km de Brands Hatch (Royaume-Uni) avec Jean-Claude Chemarin.
- 1er ex æquo de la coupe d'Europe d'endurance, titre partagé avec Jean-Claude Chemarin.
- 1er des 24 heures du Mans moto avec Jean-Claude Chemarin (hors coupe d'Europe)[2].

1979
- 1er des 24 heures du Mans moto avec Jean-Claude Chemarin[2].
- 1er des 8 heures du Nürburgring (Allemagne) avec Jean-Claude Chemarin.
- 1er des 24 heures de Montjuïc (Barcelone, Espagne) avec Jean-Claude Chemarin.
- 7e des 6 heures d'Assen (Pays-Bas) avec Jean-Claude Chemarin.
- 1er ex æquo de la coupe d'Europe d'endurance, titre partagé avec Jean-Claude Chemarin.
- 1er du Bol d'or avec Jean-Claude Chemarin au Castellet (France) (hors coupe d'Europe)[2].

1980
- 2e des 8 heures d'Assen (Pays-Bas) avec Jean-Claude Chemarin.
- 1er des 8 heures du Nürburgring (Allemagne) avec Jean-Claude Chemarin.
- 12e du Championnat du monde d'endurance.